# Eublemma dissecta
Eublemma dissecta is een vlinder van de familie van de spinneruilen (Erebidae). De wetenschappelijke naam van deze soort is voor het eerst voorgesteld als Anthophila dissecta door Max Saalmüller in een publicatie uit 1891.
De soort komt voor op Madagaskar.